# رينالدو آزيفيدو
رينالدو آزيفيدو (بالبرتغالية: Reinaldo Azevedo‏) هو صحفي وكاتب برازيلي، ولد في 19 أغسطس 1961 في Dois Córregos ‏ في البرازيل.